# تالكا
تالكا هي مدينة وبلدية في تشيلي تقع على بعد حوالي 255 كم (158 ميل) من سانتياغو الجنوب، وعاصمة كل مقاطعة تالكا ومولي (منطقة 7 شيلي). اعتباراً من تعداد عام 2012، كانت عدد سكان مدينة تالكا يبلغ 201142.
والمدينة مركز اقتصادي هام، بوجود الزراعة (القمح) وأنشطة الصناعة التحويلية، فضلاً عن إنتاج النبيذ. بل إن وجود جامعات مثل جامعة تالكا والجامعة الكاثوليكية في مولي وغيرها أثرى المدينة وزاد في نموها. كما كان للكنيسة الكاثوليكية في تالكا دور بارز في تاريخ تشيلي.

## المناخ
يظهر الجدول التالي التغييرات المناخية على مدار السنة لتالكا:
| البيانات المناخية لـتالكا         | البيانات المناخية لـتالكا | البيانات المناخية لـتالكا | البيانات المناخية لـتالكا | البيانات المناخية لـتالكا | البيانات المناخية لـتالكا | البيانات المناخية لـتالكا | البيانات المناخية لـتالكا | البيانات المناخية لـتالكا | البيانات المناخية لـتالكا | البيانات المناخية لـتالكا | البيانات المناخية لـتالكا | البيانات المناخية لـتالكا | البيانات المناخية لـتالكا |
| الشهر                             | يناير                     | فبراير                    | مارس                      | أبريل                     | مايو                      | يونيو                     | يوليو                     | أغسطس                     | سبتمبر                    | أكتوبر                    | نوفمبر                    | ديسمبر                    | المعدل السنوي             |
| --------------------------------- | ------------------------- | ------------------------- | ------------------------- | ------------------------- | ------------------------- | ------------------------- | ------------------------- | ------------------------- | ------------------------- | ------------------------- | ------------------------- | ------------------------- | ------------------------- |
| متوسط درجة الحرارة الكبرى °م (°ف) | 30.3 (86.5)               | 29.5 (85.1)               | 26.8 (80.2)               | 21.5 (70.7)               | 16.4 (61.5)               | 13.4 (56.1)               | 13.1 (55.6)               | 15.3 (59.5)               | 18.1 (64.6)               | 21.6 (70.9)               | 25.4 (77.7)               | 28.7 (83.7)               | 21.7 (71.1)               |
| المتوسط اليومي °م (°ف)            | 21.2 (70.2)               | 20.3 (68.5)               | 17.4 (63.3)               | 13.4 (56.1)               | 10.5 (50.9)               | 8.7 (47.7)                | 7.9 (46.2)                | 9.1 (48.4)                | 11.3 (52.3)               | 14.1 (57.4)               | 17.1 (62.8)               | 20.1 (68.2)               | 14.2 (57.6)               |
| متوسط درجة الحرارة الصغرى °م (°ف) | 12.4 (54.3)               | 11.9 (53.4)               | 9.8 (49.6)                | 7.5 (45.5)                | 6.3 (43.3)                | 5.1 (41.2)                | 4.2 (39.6)                | 4.5 (40.1)                | 5.8 (42.4)                | 7.6 (45.7)                | 9.6 (49.3)                | 11.9 (53.4)               | 8.1 (46.6)                |
| معدل هطول الأمطار مم (إنش)        | 4.0 (0.16)                | 3.9 (0.15)                | 13.3 (0.52)               | 33.8 (1.33)               | 115.8 (4.56)              | 146.2 (5.76)              | 155.1 (6.11)              | 85.9 (3.38)               | 53.1 (2.09)               | 34.3 (1.35)               | 19.4 (0.76)               | 11.5 (0.45)               | 676.2 (26.62)             |
| متوسط الرطوبة النسبية (%)         | 58.2                      | 62.7                      | 69.4                      | 78.1                      | 86.9                      | 89.5                      | 88.7                      | 85.0                      | 79.2                      | 72.7                      | 64.1                      | 58.9                      | 74.4                      |
| ساعات سطوع الشمس الشهرية          | 359.6                     | 288.2                     | 263.5                     | 168.0                     | 105.4                     | 75.0                      | 93.0                      | 145.7                     | 183.0                     | 248.0                     | 300.0                     | 337.9                     | 2٬567٫3                   |
| المصدر: University de Talca       |                           |                           |                           |                           |                           |                           |                           |                           |                           |                           |                           |                           |                           |

## السكان
وفقا لتعداد عام 2002 من المعهد الوطني للإحصاء، تالكا تمتد على مساحة 231.5 كم مربع أي 89 ميل مربع ويسكنها 201797 نسمة (96810 من الرجال و104987 من النساء ). ومنهم 193755 (96٪) يعيشون في المناطق الحضرية و8042 (4٪) في المناطق الريفية. نما عدد السكان بنسبة 17.8٪ (30510 نسمة) بين 1992 و 2002 بحسب ما ورد في هذه التعدادات.

## التاريخ
تأسست المدينة في 1692 من قبل توماس دي مارين بوفيدا وتمت إعادة إعمارها في 1742 من قبل خوسيه أنطونيو مانسو دي فيلاسكو. دمرت جزئياً في زلزال تالكا 1928 و زلزال تشيلي 2010، وكان يجري بناؤها في كل مرة. وقد تسبب زلزال 2010م في انهيار جزء كبير من وسط المدينة التاريخي.
1. ↑  تعداد شيلى 2017، QID:Q21001879
2. ↑  GeoNames (بالإنجليزية), 2005, QID:Q830106
3. ↑  تالكا - ترجمة عن الصفحة الإنجليزية للمدينة، ويكيبيديا.
4. ↑  المرجع نفسه
5. ↑  "Resumen de datos meteorológicos de Talca" (بالإسبانية). University of Talca. Archived from the original on 2017-10-22. Retrieved 2014-11-21.
6. ↑  مركز الإحصاءات الوطني في تشيلي، يوليو 2012م
7. ↑  المجلة العلمية لجامعة تالكا، مجلة منطقة ماولي، عدد 14-3-2008م.